# Corinnomma lawrencei
Corinnomma lawrencei là một loài nhện trong họ Corinnidae.
Loài này thuộc chi Corinnomma. Corinnomma lawrencei được miêu tả năm 2006 bởi Haddad.